# Upogebia lepta
Upogebia lepta är en kräftdjursart som beskrevs av A. B. Williams 1986. Upogebia lepta ingår i släktet Upogebia och familjen Upogebiidae. Inga underarter finns listade i Catalogue of Life.